# Журавли (Курская область)
Журавли — деревня в Кореневском районе Курской области. Входит в состав Ольговского сельсовета.

## География
Деревня находится на реке Крепна (приток Сейма), в 84 км к юго-западу от Курска, в 15 км к востоку от районного центра — посёлка городского типа Коренево, в 6 км от центра сельсовета  — села Ольговка.
Климат
Журавли, как и весь район, расположено в поясе умеренно континентального климата с тёплым летом и относительно тёплой зимой (Dfb в классификации Кёппена).

## Население
| 2002 | 2010 |
| ---- | ---- |
| 164  | ↘128 |

## Инфраструктура
Личное подсобное хозяйство. В деревне 90 домов.

## Транспорт
Журавли находится в 7,5 км от автодороги регионального значения 38К-030 (Рыльск — Коренево — Суджа), в 11,5 км от автодороги 38К-024 (Льгов — Суджа), в 1 км от автодороги межмуниципального значения 38Н-564 (38К-030 — Каучук — 38К-024), в 6 км от автодороги 38Н-569 (38К-030 — Ольговка), на автодороге 38Н-563 (38К-030 — Журавли подъездом к с. Ольговка), в 7 км от ближайшего ж/д остановочного пункта 367 км (линия 322 км — Льгов I). Остановка общественного транспорта.
В 135 км от аэропорта имени В. Г. Шухова (недалеко от Белгорода).